# Levan Zhorzholiani
Levan Zhorzholiani (en georgiano: ლომერ ჟორჟოლიანი, Mestia, 20 de enero de 1988) es un deportista georgiano que compitió en judo. Ganó dos medallas de plata en el Campeonato Europeo de Judo, en los años 2011 y 2012.

## Palmarés internacional
| Campeonato Europeo | Campeonato Europeo  | Campeonato Europeo | Campeonato Europeo |
| Año                | Lugar               | Medalla            | Categoría          |
| ------------------ | ------------------- | ------------------ | ------------------ |
| 2011               | Estambul (Turquía)  | Medalla de plata   | –100 kg            |
| 2012               | Cheliábinsk (Rusia) | Medalla de plata   | –100 kg            |